# Циттель, Эмиль
Эмиль Циттель (нем. Emil Zittel; 1831—1899) — немецкий протестантский богослов, автор ряда трудов по теологии.
Эмиль Циттель родился в 1831 году.
На баденских церковных синодах Циттель являлся лидером либеральной партии.
Среди богословских трудов изданных Циттелем наибольшую известность получили следующие работы: «Entstehung der Bibel» (5 изд., 1891); «Bibelkunde» (11 изд., 1893); «Luther von 1483 his 1517» (1883); «Die evangel. Kirchengemeinden der Grössern Städte, die freie Seelsorge und die Stadtmission» (1890).
Эмиль Циттель скончался в 1899 году.